# 石川弘 (衆議院議員)
石川 弘（いしかわ ひろむ、1878年1月25日 - 1929年1月3日）は、日本の政治家。衆議院議員（1期）。

## 経歴
大阪府出身。1895年、大阪府立農学校（現・大阪府立大学）修了。農業を営む。東成郡小路村長、同村会議員、東成郡会議員、同議長、所得税調査委員、東成郡農会長、大阪府農会長となる。
1919年6月10日の大阪府会議員補欠選挙に東成郡から立候補したが、落選した。同年9月25日の選挙で初当選を果たした。同年10月21日から第27代同副議長となった。1923年9月25日の選挙で再選を果たした。同月、第28代副議長に再任された。1925年7月に東成区選出議員となった。同年、大阪市会議員となった。1927年9月24日の任期満了で府会議員と同副議長を退任した。
1928年の第16回衆議院議員総選挙において大阪4区から立憲民政党公認で立候補して当選した。衆議院議員を1期務め、1929年1月3日衆議院議員及び大阪市会議員在職中に死去した。